# Сан Ђузепе (Салерно)
Сан Ђузепе је насеље у Италији у округу Салерно, региону Кампанија.
Према процени из 2011. у насељу је живело 193 становника. Насеље се налази на надморској висини од 48 м.